# Court (Berna)
Court é uma comuna da Suíça, situada na região administrativa de Jura Bernense, no cantão de Berna. Tem 24,6 km² de área e sua população em 2018 foi estimada em 1.418 habitantes.